# Jelysaweta Jantschuk
Jelysaweta Jurijiwna Jantschuk (ukrainisch Єлизавета Юріївна Янчук, eng. Elizaveta Juriïvna Ianchuk, * 8. März 1993 in Kiew) ist eine ehemalige ukrainische Tennisspielerin.

## Karriere
Jantschuk begann im Alter von fünf Jahren mit dem Tennisspielen und bevorzugt dabei laut ITF-Profil Sandplätze. Sie spielte überwiegend Turniere auf der ITF Women’s World Tennis Tour, wo sie vier Einzel- und sechs Doppeltitel gewonnen hat.

## Turniersiege

### Einzel
| Nr. | Datum              | Turnier   | Kategorie   | Belag     | Finalgegnerin          | Ergebnis        |
| --- | ------------------ | --------- | ----------- | --------- | ---------------------- | --------------- |
| 1.  | 26. Juni 2011      | Izmir     | ITF $10.000 | Sand      | Aleksandrina Najdenowa | 7:5, 6:1        |
| 2.  | 29. Juni 2014      | Prokuplje | ITF $10.000 | Sand      | Alexandra Nancarrow    | 1:6, 7:5, 6:3   |
| 3.  | 27. Juli 2014      | Palic     | ITF $10.000 | Sand      | Ágnes Bukta            | 6:711, 7:5, 6:4 |
| 4.  | 28. September 2014 | Madrid    | ITF $10.000 | Hartplatz | Chloé Paquet           | 6:2, 6:3        |

### Doppel
| Nr. | Datum              | Turnier  | Kategorie   | Belag | Partnerin             | Finalgegnerin                                | Ergebnis          |
| --- | ------------------ | -------- | ----------- | ----- | --------------------- | -------------------------------------------- | ----------------- |
| 1.  | 13. August 2011    | Versmold | ITF $25.000 | Sand  | Julia Mayr            | Cecilia Costa Melgar Daniela Seguel          | 6:4, 6:3          |
| 2.  | 20. August 2011    | Ratingen | ITF $10.000 | Sand  | Karolina Wlodarczak   | Katharina Hering Dinah Pfizenmaier           | 3:6, 6:1, [10:2]  |
| 3.  | 5. Oktober 2012    | Antalya  | ITF $10.000 | Sand  | Swjatlana Piraschenka | Anais Laurendon Kateřina Vaňková             | 7:60, 2:6, [10:7] |
| 4.  | 26. Juli 2014      | Palić    | ITF $10.000 | Sand  | Lina Gjorcheska       | Irina Maria Bara Camelia-Elena Hristea       | 6:4, 6:1          |
| 5.  | 8. August 2014     | Zaječar  | ITF $10.000 | Sand  | Natalija Stevanović   | Alexandra Nancarrow Barbora Štefková         | 6:3, 7:5          |
| 6.  | 14. September 2014 | Lleida   | ITF $10.000 | Sand  | Alexandra Nancarrow   | Yvonne Cavalle-Reimers Lucía Cervera Vázquez | 6:1, 6:1          |